# Silkeshaj
Silkeshaj (Carcharhinus falciformis) är en stor haj som lever pelagiskt i tropiska och varma tempererade hav.

## Utbredning
Arten återfinns över hela världen i tropiska och varma (> 23 °C) tempererade hav. Den lever pelagiskt men närmar sig ibland land, särskilt vid avlägsna öar. Den återfinns ned till 500 merters djup.

## Utseende
Denna haj har en typisk hajkropp. Den är brungrå på ovansidan och vit på undersidan, utan några speciella utmärkande drag. Det som särskiljer silkeshajen från andra hajar är bland annat att den andra ryggfenan har en lång, lös spets som nästan är 2,5 gånger fenans höjd. Den första ryggfenan sitter även längre bak än hos andra gråhajar, den börjar strax efter bröstfenorna. Maxlängden är 3,3 meter, men längden är vanligtvis inte mer än 2,4 meter.

## Föda
Silkeshajen är ett rovdjur som huvudsakligen äter benfiskar, men även bläckfisk och krabba.